# 京都市立砂川小学校
京都市立砂川小学校（きょうとしりつ すながわしょうがっこう）は京都府京都市伏見区深草ケナサ町にある公立小学校。

## 沿革
出典
- 1937年（昭和12年）
  - 日付不明 - 京都市立深草第四尋常小学校として開校。
  - 4月23日 - 開校式挙行。開校時点の児童数592名。
  - 日付不明 - 藤森神社にて、校旗入魂式挙行。
  - 6月26日 - 後援会創立総会。
- 1939年（昭和14年）度 - 6学年児童が伊勢神宮参拝。第1回学芸会実施。木造2階建て8教室増築。
- 1941年（昭和16年） - 国民学校令により、砂川国民学校」と改称。同年度、砂川少年団結成。
- 1944年（昭和19年）度 - 学校給食開始。戦局の悪化により、京都府笠置町に向け、第1次集団疎開出発。
- 1945年（昭和20年）
  - 同年度 - 第2次集団疎開出発。
  - 10月 - 集団疎開した児童が、無事復帰。
  - 同年度 - 砂川国民学校学徒隊編成。運動場を開墾し甘藷を植える。
- 1947年（昭和22年） - 学制改革により、京都市立砂川小学校と改称[2]。
- 1949年（昭和24年）度 - 児童数急増のための分校設置（12学級）。
- 1953年（昭和28年）度 - 「砂川の子」の像が設置される。
- 1957年（昭和32年）度 - 創立20周年記念式典挙行。同年度、現在の校旗・校歌ができる。
- 1960年（昭和35年）度 - 火の用心夜回り子ども会実施。
- 1964年（昭和39年）度 - プール竣工式（疏水・鴨川の水質悪化のため）。
- 1966年（昭和41年）度 - 講堂整備事業着工。この年度の児童数が1030名となる。
- 1967年（昭和42年） 
  - 4月22日 - 砂川小学校創立30周年記念式典挙行。
  - 同年度内 - プール建設。講堂整備。児童机・椅子パイプ製に交換。
- 1969年（昭和44年）度 - 砂川歩道橋完成渡り初め行なう。
- 1971年（昭和46年）度 - 校舎増改築工事竣工（南校舎6教室）。
- 1972年（昭和47年）度 - 第2期校舎増改築工事竣工（南校舎西9教室）。
- 1973年（昭和48年）度 - 第3期校舎増改築工事竣工。
- 1976年（昭和51年）度 - 地域・学校あげての安全対策がもたれる。
- 1977年（昭和52年）度 - 創立40周年記念式典挙行。
- 1979年（昭和54年）度 - 本館及び給食室起工式挙行（東校舎北6教室）。
- 1980年（昭和55年）度 - 校舎改築竣工記念式典挙行。西鉄筋階北鉄筋2階完成。卒業記念として校碑設置運動場の前面改修。
- 1981年（昭和56年）度 - 文部省の同和教育研究指定第1年次研究指定校として、環境整備5ヶ年緑化事業実施。
- 1986年（昭和61年）度 - 体育館新築竣工起工式、及び、新築記念式典の挙行。
- 1987年（昭和62年）度 - 創立50周年記念と校章設置除幕式の両式典挙行。
- 1993年（平成5年）度 - 地域文化センター開所式挙行し、多目的教室の設置。リサイクルの一環としての空き缶集め始まる。
- 1995年（平成7年） - 1月17日に発生した阪神淡路大震災で、被災児童受け入れ。
- 1997年（平成9年）
  - 10月25日 - 創立60周年記念式典挙行。
  - 同年度 - 学校グリーンベルトの整備。南校舎耐震工事完成。
- 1999年（平成11年）度 - 南校舎快適トイレ完成。
- 2000年（平成12年）度 - 野外炊事場完成。
- 2005年（平成17年）度 - 「あーきてくと」の協力により、正門、及び正門付近の鉄製部分の再塗装の実施。
- 2006年（平成18年）度 - 校内LAN設置校舎耐震工事完了。南校舎教室窓枠工事実施。
- 2007年（平成19年）度 - 放課後まなび教室の実施。創立70周年記念式典挙行し、ふれあい広場を開催。
- 2008年（平成20年）度 - 体育用砂場補修工事実施。
- 2010年（平成22年）度 - 東校舎の外壁塗装工事完了。校内樹木の剪定、正門等の鉄製部分の塗り替え
- 2011年（平成23年）度 - 運動場南東角に防火水槽を埋設。図書室の児童用椅子を木製に新調。
- 2012年（平成24年）度 - 学校教育目標「すなおで、なかよし、がんばる、われら!」に変更。東校舎本館の水冷式冷房をガス式に変更。音楽の集い（プチ・コンサート）を開催。東校舎の東面と西面に「学校教育目標」を掲げる。
- 2013年（平成25年）度 - 学校教育目標「すなおで、なかよし、がんばる、われら!」とともに、「目指す子ども像」を設定。東校舎2階4学年3教室のホワイトボード化工事実施。東校舎1階から3階に、快適トイレの設置。
- 2014年（平成26年）度 - 東校舎2階2学年3教室のホワイトボード化、北校舎の屋上防水修繕、南校舎・東校舎（1階から3階）階段への手すり設置の各工事実施
- 2015年（平成27年）度 - 学校教育目標『自ら学び自らを鍛え「絆」を大切にする砂川の子』に変更。「すなおで、なかよし、がんばる、われら!」は、学校のスローガンとする。学校北側ブロック塀改修工事完了。災害用マンホールトイレ完成。
- 2016年（平成28年）度 - 東校舎屋上防水改修。
- 2017年（平成29年）度 - 創立80周年記念式典挙行。平安騎馬隊による交通安全教室開催。
- 2018年（平成30年）度 - 新たな三学期制導入。
- 2019年（平成31年・令和元年）度 - 給食室にスチームコンベクションオーブン設置。
- 2020年（令和2年）
  - 3月5日 - この日から3月23日まで、新型コロナウイルス感染拡大防止の為、臨時休業。
  - 4月10日 - この日から5月31日まで、新型コロナウイルス感染拡大防止の為、臨時休業。
- 2021年（令和3年）度 - GIGAスクール構想の推進により、1人1台タブレットの整備。運動場北側児童通行路、反射鏡等設置。
- 2023年（令和5年）度 - 全校での砂リンピック2023（運動会）復活。
- 2024年（令和6年）度 - 学校教育目標『「絆」を大切にし、自ら学び自らを鍛える砂川の子』に変更。

## 卒業後の進路
卒業後は基本的に京都市立藤森中学校に進学する。

## 著名な卒業生
- 吉田敬 - お笑い芸人（ブラックマヨネーズ）
- 大野雄大 - プロ野球選手（中日ドラゴンズ）
- 辻孟彦 - 元プロ野球選手（中日ドラゴンズ）、アマチュア野球指導者（日本体育大学）
- 辻 - お笑い芸人（ニッポンの社長）

## 周辺
- 龍谷大学深草キャンパス
  - 6号館は京都市道をはさんで、敷地が隣接している。
- 京阪電鉄龍谷大前深草駅
- 京都府警察学校

## アクセス
- 京阪電鉄本線龍谷大前深草駅（出口2）から、学校正門まで、徒歩約180m・約3分。
  - なお、駅から学校敷地は道路をはさんで、隣接している。
- JR西日本奈良線稲荷駅から、徒歩約615m・約9分。
  - なお、駅から学校敷地までは、最短距離で約230mほどだが、道路形状の関係で、遠廻りとなる。
- 京都市営バス「南5号系統」で、
  - 竹田駅東口行・横大路車庫前行の「龍谷大学前」停留所から、徒歩約40m・約1分。
  - 京都駅前行の「警察学校前」停留所から、徒歩約165m・数分。
    - なお、逆方向の竹田駅東口行・横大路車庫前行の「警察学校前」停留所、及び京都駅前行の「龍谷大学前」停留所からは、距離が若干延びる。

## 通学区域が隣接している学校
- 京都市立竹田小学校
- 京都市立深草小学校
- 京都市立稲荷小学校
- 京都市立東山泉小中学校
- 京都市立凌風小中学校
- 京都市立上鳥羽小学校